# パンドラボックス (ゲーム会社)
株式会社 パンドラボックス（PANDORA BOX）は、日本のゲームソフトウェア企業の1つで、1989年1月創業。創業者は飯島健男。現社名は『シャノン』。

## 概要
コンピュータゲームの企画、開発、販売の他に、シナリオライターとしての飯島の著作の出版も行っていた。

## 沿革

### 起業まで
飯島は光栄（コーエー、後のコーエーテクモゲームス）の出身で、在籍中は歴史シミュレーションゲームの制作に関与。その後、同社を同僚と共に退社し、ブレイングレイを設立。ブレイングレイでは『抜忍伝説』や『ラストハルマゲドン』を製作するが、運営方針の相違から飯島がブレイングレイを離脱。
離脱を知った同業他社から企画やシナリオ作成の依頼が舞い込み、その依頼の遂行のため、個人事務所としてパンドラボックスが設立される。その後、仕事量の増加と共にプログラマーやグラフィッカーといったスタッフを雇用し、法人形態へと移行された。

### 家庭用ゲームの開発
当初飯島はパンドラボックスをゲームの企画・制作を行うデベロッパーとして機能させ、営業や販売といったディストリビューション活動は飯島が設立に参画したライトスタッフに行わせようとしていたようである（自著『ゲーム業界白書』、アスキー刊より）。
しかし、ゲーム市場が参入に多額の資金を必要とする家庭用ゲーム機主体へとシフトしていた。そのため、小資本のパンドラボックスには参入障壁が高かったこともあり、単独での参入は行わず、ゲームボーイやスーパーファミコンなどの家庭用ゲームの企画・開発を行う下請け会社として活動を行う。
ROMカセットが主流の家庭用ゲーム機市場においては、大手メーカーから企画から開発までを一貫して請負う形でゲームを制作しており、特に同社はバンダイ系列のバンプレストと繋がりが深く、ゲームボーイでリリースした『鬼忍降魔録 ONI』はシリーズ化され、アーケード用のアクションゲーム『隠忍 -THE NINJA MASTER-（海外名:Metamoqester）』へと発展した。
また、スーパーファミコン用ソフト『学校であった怖い話』は『弟切草』に端を発するサウンドノベルブームの中で、特にシナリオの評価が高い作品である。
他には、ファミコン用ソフトとしてバンプレストから『マイライフ マイラブ ぼくの夢わたしの願い』を、スーパーファミコン用ソフトとしてユタカから『龍騎兵団ダンザルブ』、バンダイから『機動武闘伝Gガンダム』、タカラから『アラビアンナイト 〜砂漠の精霊王〜』等を発表している。

### プレイステーション参入と活動休止
その後はスーパーファミコンからプレイステーション用ソフトの企画・開発へと移行する。
1995年10月27日にソニー・コンピュータエンタテインメントから、飯島の十八番ともいえるモチーフ＝戦国時代と忍者をフィーチャーしたシミュレーションRPG『戦国サイバー 藤丸地獄変』を発表。しかしこの『戦国サイバー 藤丸地獄変』は不安定なゲームバランス、バグやフリーズなどの不具合から失敗作として会社の歴史に名前が残った。
そして1998年7月16日に異色の登山シミュレーション『蒼天の白き神の座 GREAT PEAK』をリリース。また、1998年12月17日にタカラが発売した『新世代ロボット戦記ブレイブサーガ』の開発等に携わっている。
1999年初頭、『蒼天の白き神の座 GREAT PEAK』製作チームの主要スタッフが離脱、株式会社アシッドを設立している。このころからパンドラボックスは企画能力が著しく低迷し、自社ブランドの低価格ソフトが中心となっていく。
1999年11月18日には、自社のブランド『パンドラMAXシリーズ』として第1作『ドラゴンナイツ・グロリアス』を発売、単独での家庭用ゲーム機に参入を果たす。その後、『死者の呼ぶ館』、『ラビッシュ・ブレイズン』、『Catch! 〜気持ちセンセーション〜』、『ごちゃちる』、『ONI零 復活』の第6作まで続いた。
なお、シリーズ全作品は新作にもかかわらず1980円という比較的安価な価格設定であった。これについて、飯島は「子供の小遣いでも簡単に買えるよう、出来ればこの価格をずっと維持していきたい」と語っている。
しかし、安価にもかかわらず売れ行きは不振で、結果として赤字となる。第6作の『ONI零 〜復活〜』については10万本以上売り上げたが、その後のシリーズ第7作、8作となるはずの『リストラの朝』『闇の蛹』『ONI零 流転』といった作品は企画倒れとなった（その後、2007年2月にONI零の続編製作が発表）。
以後はいったんゲーム開発事業から撤退し、法人としては存続していたが休眠状態となる。飯島も翻訳業に身を移し、インドネシアと日本を行き来することとなった。

### シャノン
2005年から飯島がゲーム制作を再開、2006年に飯島多紀哉と改名し、2007年に休眠状態だったパンドラボックスの社名をシャノンへと変更し、再始動した。

## 代表作

### パンドラボックス
- BURAI 上巻　（1989年, PC-88, 販売：リバーヒルソフト）
- 鬼忍降魔録 ONI　（1990年, GB, 販売：バンプレスト）
- マイライフ マイラブ ぼくの夢わたしの願い　（1991年, FC, 販売：バンプレスト）
- シャッフルファイト　（1992年, FC, 販売：バンプレスト）
- ONI II -隠忍伝説-　（1992年, GB, 販売：バンプレスト）
- バトルサッカー フィールドの覇者　（1992年, SFC, 販売：バンプレスト）
- ONI III -黒の破壊神-　（1993年, GB, 販売：バンプレスト）
- ソウル＆ソード　（1993年, SFC, 販売：ザムス）
- 龍騎兵団ダンザルブ　（1993年, SFC, 販売：ユタカ）
- ONI IV -鬼神の血族-　（1994年, GB, 販売：バンプレスト）
- 鬼神降臨伝ONI　（1994年, SFC, 販売：バンプレスト）
- アフターハルマゲドン外伝 魔獣闘将伝エクリプス　（1994年, MCD, 販売：セガ・エンタープライゼス）
- 機動武闘伝Gガンダム　（1994年, SFC, 販売：バンダイ）
- バトルサッカー2　（1994年, SFC, 販売：バンプレスト）
- ONI V -隠忍を継ぐ者-　（1995年, GB, 販売：バンプレスト）
- 学校であった怖い話　（1995年, SFC, 販売：バンプレスト）
- 戦国サイバー 藤丸地獄変　（1995年, PS, 販売：ソニー・コンピュータエンタテインメント）
- 幕末降臨伝ONI　（1996年, SFC, 販売：バンプレスト）
- アラビアンナイト 〜砂漠の精霊王〜　（1996年, SFC, 販売：タカラ）
- 晦-つきこもり　（1996年, SFC, 販売：バンプレスト）
- トラバース スターライト&プレーリー　（1996年, SFC, 販売：バンプレスト）
- 学校であった怖い話S　（1996年, PS, 販売：バンプレスト）
- るろうに剣心 -明治剣客浪漫譚- 十勇士陰謀編　（1997年, PS, 販売：ソニー・コンピュータエンタテインメント）
- 蒼天の白き神の座 GREAT PEAK　（1998年, PS, 販売：ソニー・コンピュータエンタテインメント）
- ズール 魔獣使い伝説　（1999年, N64, 販売：イマジニア）
- パンドラMAXシリーズVOL.1 ドラゴンナイツグロリアス　（1999年, PS）
- パンドラMAXシリーズVOL.2 死者の呼ぶ館　（2000年, PS）
- パンドラMAXシリーズVOL.3 ラビッシュブレイズン　（2000年, PS）
- パンドラMAXシリーズVOL.4 Catch! 〜気持ちセンセーション〜　（2000年, PS）
- パンドラMAXシリーズVOL.5 ごちゃちる　（2000年, PS）
- パンドラMAXシリーズVOL.6 ONI零 〜復活〜　（2001年, PS）

### シャノン
- 四八（仮）　（2007年, PS2, 販売：バンプレスト）
- ONI零 戦国乱世百花繚　（2007年, DS, 販売：コンパイルハート）
- アパシー 鳴神学園都市伝説探偵局　（2007年, DS, 販売：アークシステムワークス）
- 送り犬（2018年, Switch, 販売：メビウス）